# Varšavské ghetto

Hranice varšavského ghetta (interaktivní mapa)

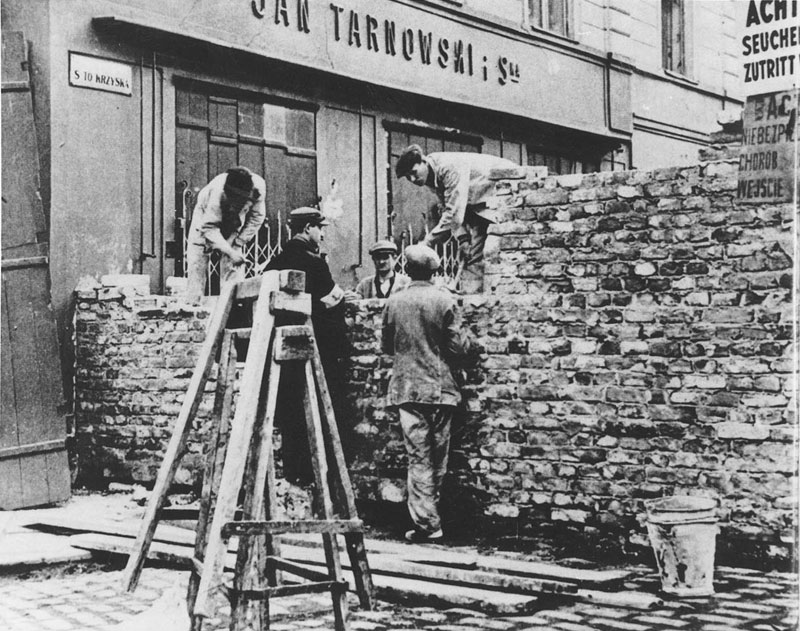
Budování zdi okolo ghetta

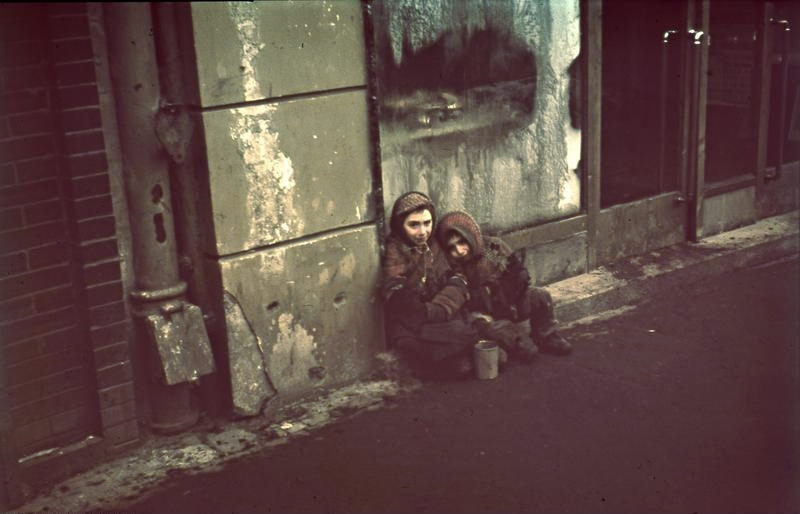
Hladovějící židovské děti ve varšavském ghettu, fotografované pomocí barevného negativu Agfacolor.

Varšavské ghetto (úřady nacistického Německa zvané Der jüdische Wohnbezirk in Warschau, „židovská čtvrť ve Varšavě“) bylo ghetto zřízené německou okupační správou v roce 1940 a postupně bylo obehnáno zdí. Do něj bylo násilně sestěhováno asi 450 000 Židů, kteří museli žít na prostoru 2,6 km² a nesměli oblast opouštět.

## Založení ghetta
Varšavské ghetto bylo založeno na základě nařízení guvernéra varšavského distriktu Ludwiga Fischera ze dne 2. října 1940. Všichni Poláci, kteří žili v oblasti, kde mělo ghetto vzniknout, byli nuceni se do 31. října vystěhovat. Naopak Židé, kteří žili mimo plánované ghetto, se sem museli přestěhovat do 16. listopadu. Tato akce se týkala asi 113 000 Poláků a 138 000 Židů. Postupně bylo do ghetta nastěhováno asi 450 000 osob. Hranice ghetta se během jeho existence několikrát změnily. Později při jeho zmenšování bylo rozděleno na dvě části- tzv. Velké a Malé ghetto. Spojeny spolu byly pouze dřevěným mostem, jenž přetínal ulici Chłodna na rohu s ulicí Żelazna.
Volné opouštění ghetta bylo zakázáno 26. listopadu 1940. Ghetto bylo postupně obehnáno třímetrovou zdí, i když zpočátku byl na některých místech pouze dřevěný plot. Z vnější strany bylo hlídáno německou ochrannou policií (Schutzpolizei), uvnitř operovala židovská pořádková služba (Ordnungsdienst, OD). Rozloha ghetta tvořila asi 4,5 % z celkové rozlohy města. Bylo v něm však soustředěno přibližně 37 % obyvatel Varšavy.

## Životní podmínky
Vinou extrémního přelidnění a nedostatečného zásobování zde docházelo k četným úmrtím v důsledku hladomoru a epidemií, navzdory ojedinělým aktivistům z řad Poláků, kteří se pokoušeli Židům v ghettu pomáhat a pašovali do něj potraviny a léky (už jen za tuto činnost hrozil trest smrti). Průměrný přísun kalorií pro obyvatele ghetta činil přibližně 1 125 kalorií denně. Některé kategorie obyvatel však měly i méně než 800 kalorií na den.
Úmrtnost ve varšavském ghettu:
| Rok  | Počet zemřelých | Počet zemřelých na 1000 obyv. |
| 1940 | 8981            | 23,5                          |
| 1941 | 43 238          | 90                            |
| 1942 | 39 719          | 140                           |

## Likvidace ghetta
První velká vysidlovací akce byla zahájena 22. července 1942. SS-Sturmbannführer Hermann Höfle, jenž měl na starosti vysídlení ghetta, tehdy přišel v doprovodu funkcionářů SS za předsedou varšavského Judenratu Adamem Czerniakowem, aby mu sdělil, že Židé z ghetta budou deportováni dále na východ. Od tohoto dne musela židovská rada každý den připravit 6000 osob k transportu na nástupní stanoviště (Umschlagplatz) na okraji ghetta. Výjimkami, na něž se odsun nevztahoval měli být pouze dělníci v německých továrnách s platnými pracovními povoleními, židovská pořádková služba (Ordnungsdienst), pacienti a zaměstnanci nemocnic, členové Judenratu a jejich rodiny.
O průběhu akce informoval státní tajemník ministerstva dopravy Albert Ganzenmüller šéfa Himmlerova osobního štábu SS-Obergruppenführera Karla Wolffa v dopise z 28. července 1942:
„Od 22. července odjel denně z Varšavy přes Małkini do Treblinky vlakový náklad 5000 Židů a kromě toho opustil Przemyśl dvakrát týdně náklad 5000 Židů směrem na Belzec…“
Do konce roku 1942 bylo z Varšavy do vyhlazovacích táborů (především Treblinky) vyvezeno asi 300 000 obyvatel ghetta.

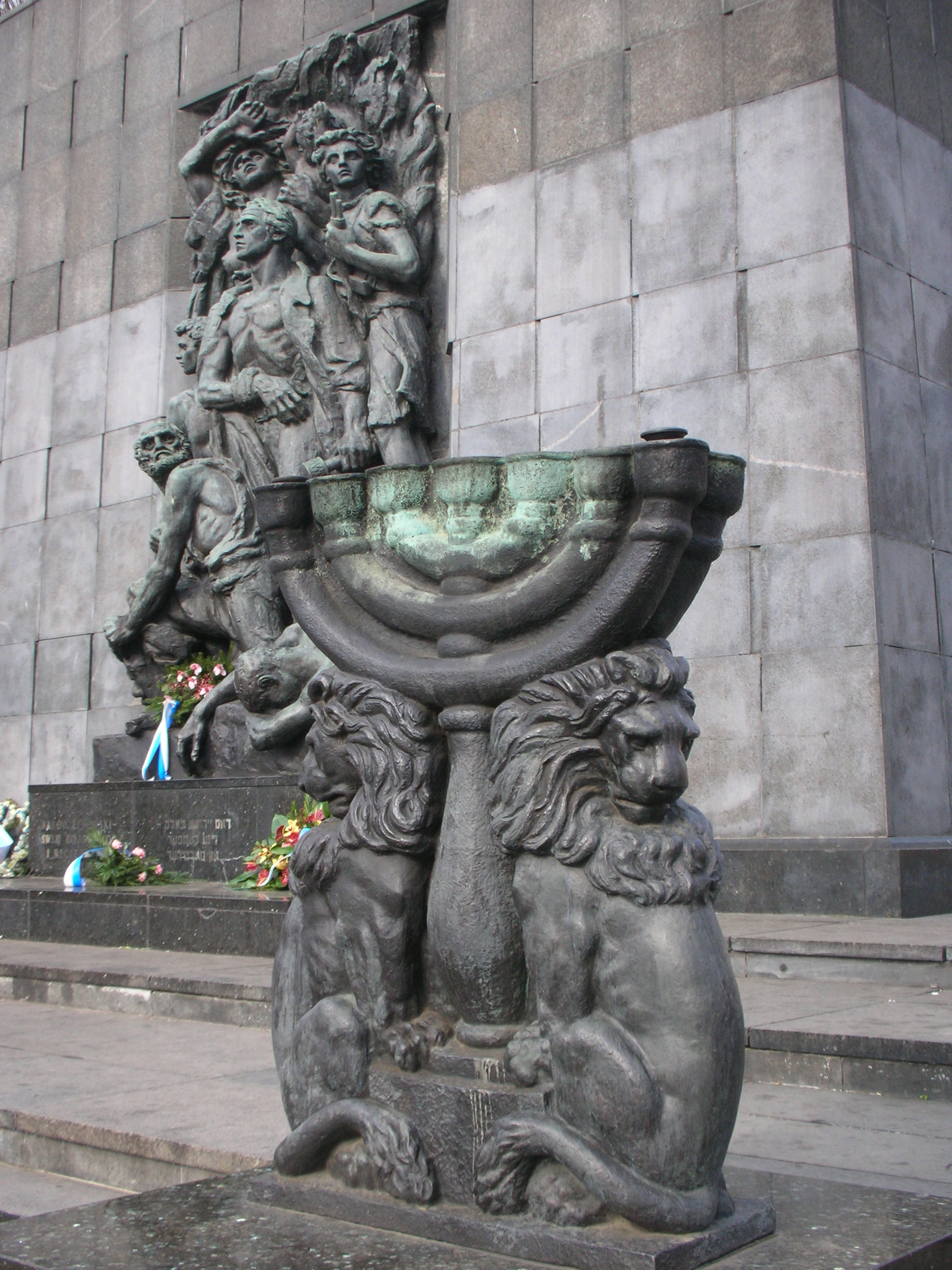
Pomník hrdinů ghetta

Další vysidlovací akce byla uskutečněna ve dnech 18.–22. ledna 1943. Do Treblinky bylo tehdy vyvezeno asi 6 000 osob. Během této akce došlo k prvnímu odporu židovských organizací v ghettu. Mordechaj Anielewicz a jeho spolubojovníci zaútočili na skupinu Němců, kteří doprovázeli zástup Židů na Umschlagplatz. K této akci došlo na rohu ulic Niska a Zamenhofa.

## Povstání
Vědomí neodvratné smrti přivedlo část obyvatel ghetta k tomu, že se v poslední fázi deportace a navzdory absolutně nedostatečné výzbroji a nulové šanci na vítězství rozhodli postavit na odpor: 19. dubna 1943 s plnou silou vypuklo povstání varšavského ghetta, které bylo oficiálně potlačeno 16. května, nicméně ojedinělí skrývající se bojovníci se objevovali ještě v létě.
Hitler nařídil po potlačení povstání a likvidaci posledních Židů ghetto srovnat se zemí.

## Pomoc ghettu
Méně nápadným odbojem spojeným s ghettem byly akce Żegoty, která se od svého založení snažila ghetto zásobovat, pomáhat Židům k útěku z něho a ukrývat je. Nejznámější jsou akce jejího dětského oddělení organizovaného Irenou Sendlerowou, které z ghetta propašovalo na 2500 dětí a skrylo je v katolických sirotčincích a klášterech a polských rodinách.

## Varšavské ghetto v umění
Prostředí Varšavského ghetta se objevilo v několika, zejména polských filmech; posledním z nich byl Pianista Romana Polanskiho.